# 妙高高原インターチェンジ
妙高高原インターチェンジ（みょうこうこうげんインターチェンジ）は、新潟県妙高市にある上信越自動車道のインターチェンジ。
新潟県の高速道路において最南端のICであり、妙高市南部にアクセスする。
下り線のランプウェイが平面交差する平面Y字型の構造で、交差部への進入の際に、信号機で一旦停止することになる。

## 道路
- E18 上信越自動車道（18番）

直接接続
- 国道18号（妙高野尻バイパス）
- 新潟県道187号池の平妙高高原線

## 料金所
- ブース数：4

### 入口
- ブース数：2
  - ETC専用：1
  - 一般：1

### 出口
- ブース数：2
  - ETC専用：1
  - 一般：1

## 周辺
- 妙高高原
- 妙高高原温泉郷
  - 燕温泉
  - 関温泉
  - 赤倉温泉
  - 新赤倉温泉
  - 妙高温泉
  - 池の平温泉
  - 杉野沢温泉
- 妙高高原駅

## 隣
E18 上信越自動車道
(17)信濃町IC - (18)妙高高原IC - 妙高SA - (19)中郷IC